# Колективни уговор у Националној хокејашкој лиги
Колективни уговор у Националној хокејашкој лиги (енгл. NHL collective bargaining agreement (CBA)) је уговор између власника клубова у Националној хокејашкој лиги (НХЛ) и Асоцијације играча Националне хокејашке лиге (НХЛПА) по којем се типичан договор између послодаваца и запослених постиже по моделу колективног преговарања.
Последњи такав договор у НХЛ постигнут је 6. јануара 2013. године након локаута који је као последицу имао отказивање 510 утакмица регуларног дела сезоне 2012/13, а ратификован је 9. јануара од стране НХЛ-а и три дана касније, 12. јануара, од стране чланова НХЛПА. Тренутно важећи колективни уговор потписан је на 10 година, најдужи у историји лиге, а истиче након сезоне 2021/22.

## Локаут 1994/95.
Уговор је потписан 1995. након локаута који је скратио сезону 1994/95 на 48 утакмица по тиму док преосталих 36 утакмица у сезони која је била предвиђена на 82 није ни одиграно. Све утакмице предвиђене за 1994. годину су биле отказане а пауза је трајала негде до почетка 1995. Уговор о колективном заступању НХЛ играча потписан је прво на 6 година али је 1998. године ванредно отворен и након нове рунде преговора продужен до 15. септембра 2004. године.

## Локаут 2004/05.
На дан истеке претходног уговора, управни одбор НХЛ-а се састао и једногласно одлучио да се сезона 2004/05. одложи до потписивања новог. Локаут је започео 16. септембра 2004. минут након поднева. До новембра је било јасно да је читава сезона у опасности. Ни последњи напори да се избегне катастрофа нису уродили плодом јер позитивних помака у преговорима током последњих неколико месеци у 2004. готово да и није било. Заједничко мишљење бројних спортских новинара и упућених посматрача било је, да ће у случају да сезона 2004/05. буде отказана, власници клубова, у септембру, покушати да отворе припремне тренинг кампове за сезону 2005/06. користећи "резервне играче" који, или нису чланови НХЛПА или буду вољни да раскину чланство са овом организацијом.

## Локаут 2012/13.
Колективни уговор који је важио од 2005. до 2012. истекао је 15. септембра 2012. године. НХЛ сезона 2011/12 је била последња под тим уговором а НХЛПА више није имала опцију за његово продужење. Асоцијација играча није могла да помери крајњи рок на 30. јун не би ли избегла репризу локаута којим је сезона 2004/05. потпуно отказана.
Око 05:00 изјутра, 6. јануара 2013., после 16 часова непрекидних преговора, привремени договор око новог колективног уговора је постигнут чиме је локаут прекинут. Договор је ратификовао управни одбор лиге 9. јануара а 12. јануара исто су учинили и чланови асоцијације играча. Тог дана је и званично уговор био потписан и ступио на снагу.

## Тренутни статус
Тренутно је на снази десетогодишњи колективни уговор потписан 12. јануара 2013. године који истиче након сезоне 2021/22.
| Погледај још везано за локаут у НХЛ                                                                                         |
| --- |
| Штрајк играча 1992. • Локаут из 1994/95. • Локаут из 2004/05. • Локаут из 2012/13. • Колективни уговор НХЛ • НХЛПА синдикат |

1. 1 2  „Statement from Jeremy Jacobs, owner of the Boston Bruins and Chairman of the National Hockey League Board of Governors”. National Hockey League. 9. 01. 2013.
2. 1 2  „Union ratifies new CBA”. National Hockey League. 12. 01. 2012.
3. 1 2 3  „NHL, NHLPA sign Collective Bargaining Agreement”. National Hockey League. 12. 01. 2013. Приступљено 13. 01. 2013.
4. ↑  NHL lockout timeline: Let's remember the whole nightmare, SB Nation, 6. 01. 2013, Приступљено 6. 01. 2013